# SCTV
SCTV (Surya Citra Televisi) é uma rede de televisão indonésia.